# 木目金
木目金（もくめがね、杢目金、杢目銅）とは、何層もの色金を鍛接（加熱圧着）し、彫りや捻りなどを加え、木目状の模様に仕上げる技法、および木目状に仕上がった金属のことである。「霞打ち（かすみうち）」、「板目金（いためがね）」とも呼ばれた。英語でPattern weldingとも呼ばれるが、Mokume-ganeやWood Grained Metalの呼称も工芸家のなかでは使われている。

## 概要
江戸時代に入り太平の世になると、武器としての日本刀が侍の象徴として装飾されるようになった。江戸時代初期に刀装具職人によって鍔（つば）や小柄（こづか）などの「グリ彫り」が始まった。
「グリ彫り」は層状に積み重ねた異なる色金を鍛接し、その積層状の金属に彫りを入れることにより下層の色金を露出させる技法である。これは漆器（しっき）の一技法である彫漆（ちょうしつ）品の「屈輪彫り（ぐりぼり）」を模したもので、「屈輪彫り」は色のことなる何層にもなる漆に彫りを入れることにより、浮き彫りの色模様を出すものである。
「木目金」は「グリ彫り」の溝の入ったレリーフ状態から叩いて平にし、相対的に彫りの部分を浮き出させたものである。
江戸時代に発展した工芸であるが、明治に入り廃刀令が布かれると刀装具工芸が廃れると同時に、海外へ流出した日本刀と共に木目金の技術が日本国外で知られる事になった。

## 加工手順

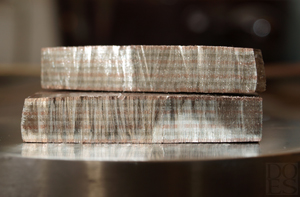
銅、銀、赤銅、洋銀、黄銅の積層状に鍛接されたブロック

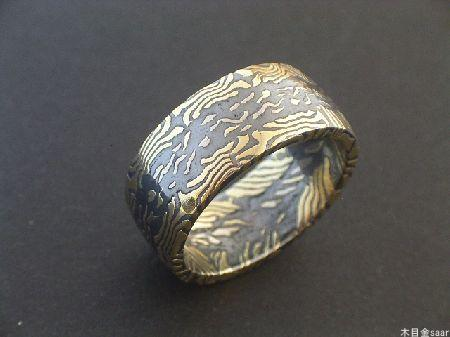
木目金の指輪

1.　異なる色金を層状に積み重ね鍛接（加熱圧着）し、積層状のブロックに仕上げる。
この工程は一番重要であると同時に高度の鍛接の技術が必要とされる。近年では鍛接の代わりに、各層のロウ付けによる接合や、圧接（炉の中で加圧しながら加熱し接合）させる手順なども用いられている。
2.　いわゆる彫金の工程で、鏨（たがね）で彫りを入れ、下層の色金を露出させる。（ここまでであると「グリ彫り」）
3.　彫りの入った金属を叩いて平にし、下層の色金と最上層の色金を同一平面に仕上げる。
2-3の工程を繰り返し、複雑な模様に仕上げる。　彫り以外に捻りや曲げを加えた後に平らに仕上げることも行なわれる。
4.　仕上がった木目金は地金の状態でも色の違いは分かるが、煮色仕上げで表面を酸化させ発色させることによりコントラストが出る。金のことなる色合い（黄金、赤金、白金など）での木目金の場合は煮色仕上げはされない。

## 類似した工法
伝統的な木目金は板状の金属を層状に接合させるものであるが、寄木細工のように角柱状の金属を束ねて加熱圧着させたり、赤熱した棒状の異種の金属を捻り合わせて鍛接させる手法も用いられる。